# Early Goal-Directed Therapy
Die Early Goal-Directed Therapy (EGDT, seltener werden die Übersetzungen frühe zielgerichtete Therapie und frühe zielorientierte Therapie in der deutschsprachigen Literatur verwendet) ist ein Behandlungsprotokoll bei schwerer Sepsis. Das Konzept der EGDT wurde 2001 von dem US-amerikanischen Arzt Emanuel Rivers und Kollegen im New England Journal of Medicine erstmals veröffentlicht.

## Beschreibung

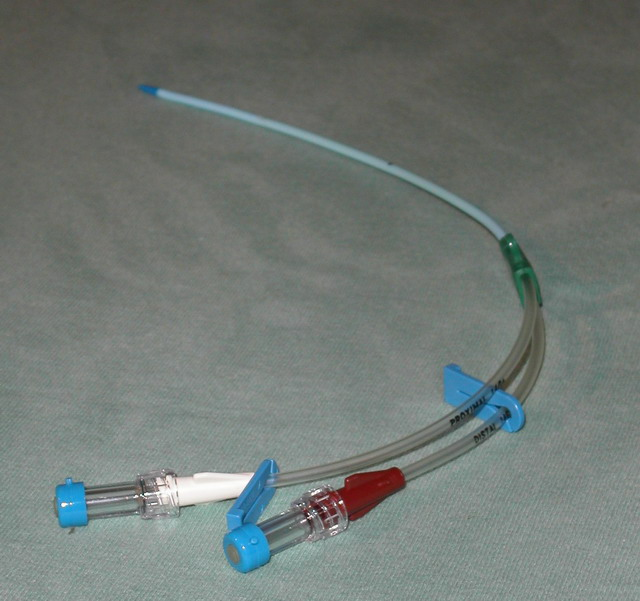
Ein doppellumiger zentraler Venenkatheter

Die Maßnahmen der EGDT sind auf eine frühzeitige hämodynamische Stabilisierung der Patienten ausgerichtet. Die wesentlichen Zielparameter sind dabei der arterielle Mitteldruck, der zentrale Venendruck und die zentralvenöse Sauerstoffsättigung (ScvO2). Dazu erhalten die Patienten in den ersten sechs Stunden der Behandlung eine erhöhte Flüssigkeitszufuhr, häufiger das Inotropikum Dobutamin und mehr Bluttransfusionen. Der ScvO2-Wert wird mittels eines mit einer Faseroptik versehenen zentralen Venenkatheters in der Vena cava superior (obere Hohlvene) oder zentralvenösen Blutgasanalysen gemessen. Bei der Behandlung wird ein ScvO2-Wert von mindestens 70 % angestrebt. Wenn dies mittels Flüssigkeitszufuhr und Dobutamin oder anderen Katecholaminen nicht gelingt, wird der Hämatokrit-Wert durch Bluttransfusionen auf 30 % erhöht. Rivers konnte mit diesem Behandlungschema die 28-Tage-Letalität von Patienten mit schwerer Sepsis beziehungsweise septischem Schock von 46,5 auf 30,5 % (p=0,009) senken und die Krankenhausverweildauer bei den überlebenden Patienten um 3,8 Tage verkürzen.
Die Early Goal-Directed Therapy sollte bereits in der Notaufnahme beginnen und die Patienten sollen innerhalb von sechs Stunden auf die Intensivstation verlegt werden.
Leider scheiterte die Early Goal-Directed Therapy in nachfolgenden Interventionsstudien.

## Weiterführende Literatur
- P. A. Nee, E. P. Rivers: The end of the line for the Surviving Sepsis Campaign, but not for early goal-directed therapy. In: Emergency medicine journal. Band 28, Nummer 1, Januar 2011, S. 3–4, ISSN 1472-0213. doi:10.1136/emj.2010.097147. PMID 21062787.
- E. P. Rivers, V. Coba, M. Whitmill: Early goal-directed therapy in severe sepsis and septic shock: a contemporary review of the literature. In: Current Opinion in Anaesthesiology. Band 21, Nummer 2, April 2008, S. 128–140, ISSN 0952-7907. doi:10.1097/ACO.0b013e3282f4db7a. PMID 18443478. (Review).
- E. Rivers: The outcome of patients presenting to the emergency department with severe sepsis or septic shock. In: Critical care. Band 10, Nummer 4, 2006, S. 154, ISSN 1466-609X. doi:10.1186/cc4973. PMID 16887012. PMC 1750981 (freier Volltext). (Review).
- B. C. Ho, R. Bellomo, F. McGain, D. Jones, T. Naka, L. Wan, G. Braitberg: The incidence and outcome of septic shock patients in the absence of early-goal directed therapy. In: Critical care. Band 10, Nummer 3, 2006, S. R80, ISSN 1466-609X. doi:10.1186/cc4918. PMID 16704743. PMC 1550929 (freier Volltext).
- E. P. Rivers: Early goal-directed therapy in severe sepsis and septic shock: converting science to reality. In: Chest. Band 129, Nummer 2, Februar 2006, S. 217–218, ISSN 0012-3692. doi:10.1378/chest.129.2.217. PMID 16478830.
- M. Bauer: „Early goal-directed therapy“ der Sepsis – Alter Wein in neuen Schläuchen? In: Der Anaesthesist. Band 52, 2003, S16-S19, doi:10.1007/s00101-003-0589-5